# Jan Hališka
Jan Hališka (* 14. února 1942 Ostrava) je český violoncellista, komorní hráč, hudební pedagog a manažer. Jako sólista vystoupil ve většině evropských zemí, USA, Kanadě, Mexiku, Argentině, Japonsku a Jižní Koreji.
Studoval na Janáčkově konzervatoři v Ostravě u Ivana Měrky a následně v roce 1967 vystudoval hru na violoncello na Janáčkově akademii múzických umění (JAMU) v Brně u Bohuše Herana. Hře na violoncello vyučoval na Janáčkově konzervatoři v Ostravě, na JAMU v Brně a na Fakultě umění Ostravské univerzity (dosud). V letech 1995–2004 byl ředitelem Janáčkovy filharmonie Ostrava. Byl členem a sólistou Janáčkova komorního orchestru (1969–1995), 1968–1992 působil v souboru Musici Moravienses.